# Quazi Nuruzzaman
Quazi Nuruzzaman (24 de março de 1925 - 6 de maio de 2011) foi um militar de Bangladesh que era um comandante chave do Mukti Bahini durante a Guerra de Independência de Bangladesh. Bangladesh foi dividida em onze setores e cada um desses setores teve um Comandante que iria dirigir a guerra de guerrilha. Nuruzzaman foi nomeado Comandante do setor 7 e desempenhou um papel fundamental na independência de Bangladesh do Paquistão durante a guerra de 1971.